# بوبي هارت
بوبي هارت (بالإنجليزية: Bobby Hart)‏ هو لاعب كرة قدم أمريكية أمريكي، ولد في 21 أغسطس 1994 في لاودرهيل في الولايات المتحدة.

## وصلات خارجية
- بوبي هارت على موقع مرجع كرة القدم المحترفة.كوم (الإنجليزية)